# История градусных измерений
История градусных измерений — история измерений длины одного градуса дуги меридиана в разных местах на земной поверхности, имевших своей целью определить фигуру Земли.
Первое градусное измерение было произведено в Египте александрийским математиком Эратосфеном (276—194 до н. э.). Он определил дугу меридиана между Александриею и Сиеною. Линейное расстояние было вычислено по сведениям о времени перехода между названными городами торговых караванов и определено в 5000 стадий, а угловое — по наблюдениям высот солнца; во времена летних солнцестояний в Сиене солнце поднималось до зенита, и его отражение было видно в глубоких колодцах; в то же время в Александрии солнце не достигало до зенита на 7°12′. Из этих данных не трудно было вывести, что одному градусу на поверхности земли соответствует 5000:7,2 стадий, а 360 градусам, или целой окружности, — 250000 стадий. Зная окружность, по правилам геометрии легко уже вычислить и радиус земли. О точности этого первого и по мысли совершенно правильного градусного измерения нельзя составить ныне определённого понятия, так как неизвестна длина египетской стадии; различные ученые определяют стадию от 158 до 185 метров.
Подобная же попытка повторена была вскоре Посидонием, измерившим дугу меридиана между островом Родосом и Александрией. Линейная длина вычислена из продолжительности плавания судов, а угловая — по высотам звезды Канопус. Это градусное измерение вследствие ошибочности судового счисления должно быть ещё менее точно, чем измерение Эратосфена.
Новое градусное измерение произведено только в IX веке арабскими учеными Халиб-бен-Абдул-Меликом и Али-бен-Иза по поручению халифа Альмамуна в Месопотамии; но числовые данные этого измерения, к сожалению, утрачены.
В последующие за тем Средние века не только не производилось других градусных измерений, но забыта была сама мысль о шарообразности Земли, и следующая попытка сделана была уже в 1525 г. французским врачом Фернелем. Он измерил дугу меридиана между Парижем и Амьеном по счету оборотов колеса своего экипажа, а высоты солнца на конечных точках деревянным треугольником с диоптрами. Главные ошибки всех этих градусных измерений проистекали от неверного измерения линейной длины выбранных дуг; непосредственным измерением нельзя точно получить большое расстояние, особенно на неровной местности.
Эпоху в развитии градусных измерений составляет работа голландского математика Снеллиуса в 1616—17 гг. Он заменил непосредственное измерение длинной дуги на земной поверхности триангуляцией, состоящей в проложении ряда смежных треугольников, в которых измеряют только все углы и длину какой-нибудь одной стороны. Такую сторону, называемую базисом, сравнительно небольшой длины, всегда можно выбрать на ровной, удобной для измерения местности. Измерение же углов — работа несравненно более простая. Зная одну сторону и все углы, нетрудно по правилам тригонометрии вычислить все прочие стороны, а затем и расстояния между конечными пунктами триангуляции. Снеллиус проложил 32 треугольника между Алкмаром и Бергеном и получил для длины одного градуса величину 28500 голландских рут, или 55100 туазов, что, как впоследствии оказалось, было слишком мало. Ошибочность вывода произошла главным образом от несовершенства измерительных снарядов: длину базиса он измерил простою железною линейкою, а углы — медным квадрантом с диоптрами, позволявшими отсчитывать только минуты дуги. Однако основания нового способа были совершенно верны, и с тех пор все последующие градусные измерения состояли именно в проложении системы треугольников, в которых измерялась одна или две (для поверки) небольшие стороны.
Первым подражателем Снеллиуса был французский математик и астроном Пикар. Он проложил в 1669—70 годах триангуляцию между Амьеном и Мальвуазеном и получил для длины одного градуса меридиана величину 57060 туазов, что весьма близко к истине. На этой триангуляции впервые были применены усовершенствованные угломерные снаряды со зрительными трубами, снабженными сетками нитей в окулярах. Градусное измерение Пикара в историческом отношении замечательно тем, что оно послужило И.Ньютону основанием в его работах, приведших к открытию законов всемирного тяготения.
Когда вопрос о фигуре и размерах Земли был, наконец, решен с известною степенью точности, явились теоретические изыскания Ньютона и Гюйгенса, показывающие, что вращающаяся и некогда, вероятно, жидкая земля не может быть правильным шаром, а должна была принять фигуру эллипсоида вращения, сжатого у полюсов. Они вычислили даже величину так называемого сжатия, под которым понимают отношение разности экваториальной и полярной полуосей к экваториальной полуоси. Для подтверждения этого теоретического вывода необходимо было произвести новые градусные измерения. Если Земля — это эллипсоид вращения, то кривизна дуги каждого меридиана у полюсов должна быть меньше, чем у экватора, и потому длины дуг в один градус должны постепенно возрастать от экватора к полюсам.
Чтобы решить этот вопрос по возможности в скорейшее время, Французская академия решила продолжить градусное измерение Пикара на север до Дюнкирхена и на юг до Коллиура. Работа эта, в которой приняли участие Лагир и Кассини (отец Доминик и сын Жак), была окончена в 1718 г. и привела к обратному заключению: на севере Франции средняя длина одного градуса получилась меньше, чем на юге (56960 и 57097 туазов). Впоследствии оказалось, что заключение было ошибочно вследствие неточности наблюдений. Сжатие земли весьма незначительно, и поэтому разность в длинах дуг по одному градусу на небольшом протяжении Франции была поглощена ошибками наблюдений. Однако Кассини не хотел подрывать доверия к своим результатам и доказывал, что уменьшение длины градусов от юга к северу показывает, что Земля представляет не сжатый у полюсов, а вытянутый по оси эллипсоид вращения. К его мнению присоединились некоторые другие ученые, старавшиеся даже показать теоретические основания такой фигуры.
С этого времени возгорелся известный спор между французскими и английскими учеными. Первые опирались на действительные наблюдения, вторые — на непогрешимость великого Ньютона и на уменьшение силы тяжести по мере приближения к экватору, что обнаружилось отставанием часов, перевезенных из Парижа в Кайенну.
Почин к окончательному решению этого спора взяла опять Французская академия и в 1735 и 1736 годах снарядила две большие экспедиции в столь отдаленные по широтам места, что разность в длинах градусов, если она существует, должна бы обнаружиться несомненно. К этому времени изобретены были новые приборы как для измерения базисов, так и для измерения углов; по своей точности они превосходили приборы, употреблявшиеся в предыдущих работах. Для сравнения линейных мер сделаны два совершенно равных образца туаза. Одна экспедиция в составе выдающихся ученых Бугера, Лякондамина, Годена и Уллоа отправилась в Перу, другая же, из молодых ученых — Мопертюи, Клеро, Лемонье, Камюза и Утие, — в Лапландию; к последней присоединился ещё шведский ученый Цельсий. После возвращения этих экспедиций, претерпевших во время путешествий и работ немало лишений и опасностей, в Париж и окончания вычислений сжатие земли у полюсов обнаружилось несомненно. Длина градуса под экватором оказалась 56734, а у полярного круга 57437 туазов. Эти результаты дают сжатие около 1/114, что превосходит даже теоретический вывод Ньютона. Впоследствии обнаружилось, что в северной дуге вкрались какие-то ошибки и она в 1801—1803 гг. была переизмерена шведскими учеными; для длины градуса у полярного круга получилась величина 57196 туазов, что все же значительно больше длины градуса под экватором; число для сжатия уменьшилось до 1/323.
Хотя экспедициями Французской академии вопрос о сплюснутости земли у полюсов и был решен окончательно, но числовые выводы не были ещё достаточно точны, и новые попытки градусных измерений продолжались. Из них в середине XVIII в. лучшими были градусные измерения Лакайля на мысе Доброй Надежды, Босковича в Италии и Мейсона и Диксона в Пенсильвании.
Новое обширное градусное измерение предпринято было опять французами для определения длины новопроектированной меры — метра, который по декрету 26 марта 1791 г. должен был быть равным одной десятимиллионой доле четверти парижского меридиана. При этом измерении старая дуга Кассини была совершенно переделана и продолжена на юг через Испанию до острова Форментеры. Полевые работы производились в самый разгар революции и следовавших за тем войн, так что учёным Деламбру, Мешеню, Био и Араго пришлось бороться с затруднениями, с которыми не встречались ученые прежних экспедиций. Араго, на долю которого выпало измерение углов в Испании, едва избавился от плена и даже смерти. Подробности этого градусного измерения и выводов основанных на нём величин метра и килограмма изложены в трехтомном сочинении Деламбра «Base du système métrique décimal» (П., 1806—10).
Разногласия между результатами градусных измерений XVIII века дали повод предполагать, что Земля не может быть представлена правильным эллипсоидом вращения и что разные меридианы имеют различную кривизну. Эти соображения в связи с развитием триангуляций для картографических работ побуждали производить новые измерения в разных частях земной поверхности. Наиболее обширные произведены были в Индии и России.
Российское градусное измерение по меридиану началось в Прибалтийском крае небольшою дугою, измеренною бывшим в то время в Дерпте профессором астрономии и геодезии В. Струве. Впоследствии, когда Струве сделан был директором основанной в 1839 г. Пулковской обсерватории, он получил возможность продолжить прибалтийское измерение на север и на юг. Таким образом российское градусное измерение с его продолжением через Швецию и Норвегию обняло огромную дугу в 25°20′ по широте и представляет непрерывную цепь из 258 треугольников. На протяжении этой триангуляции измерено 10 базисов и имеется 13 астрономических пунктов, так что это измерение само по себе представляет как бы 12 отдельных дуг. Подробности этого измерения изложены в двухтомном сочинении В. Струве «Дуга меридиана между Дунаем и Ледовитым морем» (СПб., 1861).
По мере накопления результатов градусных измерений они подвергались тщательной обработке, и различные учёные выводили из существующих измерений фигуру и размеры Земли. Так как результаты измерений дуг в одном месте земной поверхности не совсем согласны с результатами в другом и так как разногласия превосходят пределы возможных ошибок в измерениях, то сделалось уже очевидным, что земля не может быть представлена фигурой правильного эллипсоида вращения. Поэтому из совокупности имеющегося в распоряжении материала выводили такой эллипсоид, который наиболее близко представлял бы истинную фигуру Земли (геоид); уклонения же истинной фигуры от этого эллипсоида подвергаются специальным исследованиям и называются местными уклонениями отвесной линии.